# Rhodos (regionální jednotka)
Rhodos (řecky: Περιφερειακή ενότητα Ρόδου) je jednou ze 13 regionálních jednotek kraje Jižní Egeis v Řecku. Zahrnuje území obydlených ostrovů Chalki, Kastelorizo, Rhodos, Symi a Tilos a menších okolních neobydlených ostrovů v souostroví Dodekany. Hlavním městem je Rhodos. Břehy omývá Egejské moře.

## Administrativní dělení
Regionální jednotka Rhodos se od 1. ledna 2011 člení na 5 obcí, které odpovídají hlavním obydleným ostrovům:

Poloha ostrovů Rhodos (1), Chalki (2), Kastelorizo (3), Symi (4), Tilos (5)

| číslo na mapce | Obec        | řecky          | rozloha (km²) | počet obyvatel | hustota zalidnění | sídlo obce |
| -------------- | ----------- | -------------- | ------------- | -------------- | ----------------- | ---------- |
| 1              | Rhodos      | Δήμος Ρόδου    | 1 407,94      | 115 490        | 82,03             | Rhodos     |
| 2              | Chalki      | Δήμος Χάλκης   | 37,04         | 478            | 12,90             | Chalki     |
| 3              | Kastelorizo | Δήμος Μεγίστης | 9,11          | 498            | 54,67             | Megisti    |
| 4              | Symi        | Δήμος Σύμης    | 65,80         | 2 590          | 39,36             | Symi       |
| 5              | Tilos       | Δήμος Τήλου    | 64,50         | 780            | 12,09             | Livadia    |